# حصار صنعاء (570)
حصار صنعاء وقع عندما حاصر الساسانيون تحت قيادة وهرز مدينة صنعاء الخاضعة للحكم الأكسومي عام 570.